# Alfio Basile
Alfio Basile (Bahía Blanca, Província de Buenos Aires, Argentina, 1 de novembre de 1943), conegut popularment com a "Coco", és un exfutbolista argentí de prestigiosa trajectòria i entrenador de futbol.
Com a jugador, va fer principalment de defensa a Racing Club i CA Huracán. Després de la seva etapa com a jugador, va iniciar una perllongada i reeixida trajectòria com a entrenador dirigint a diversos equips de l'Argentina, Espanya, Uruguai, i a la selecció de futbol de l'Argentina.

## Referències

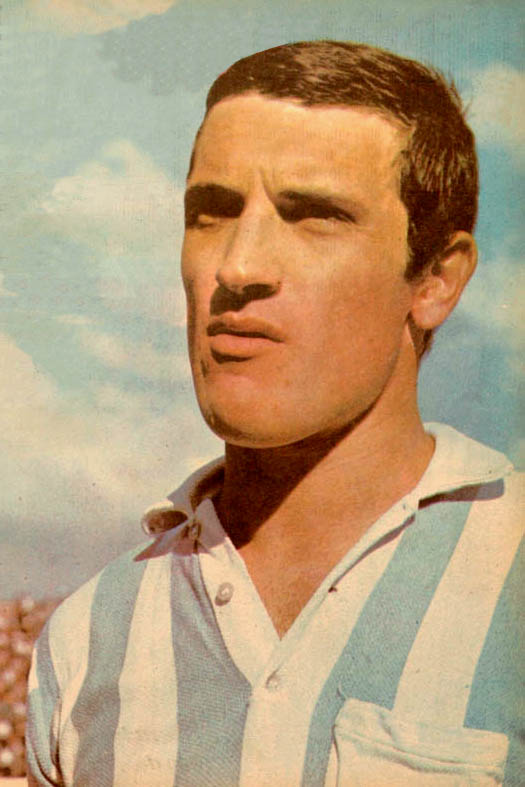
Basile a Racing Club de Avellaneda, 1966.

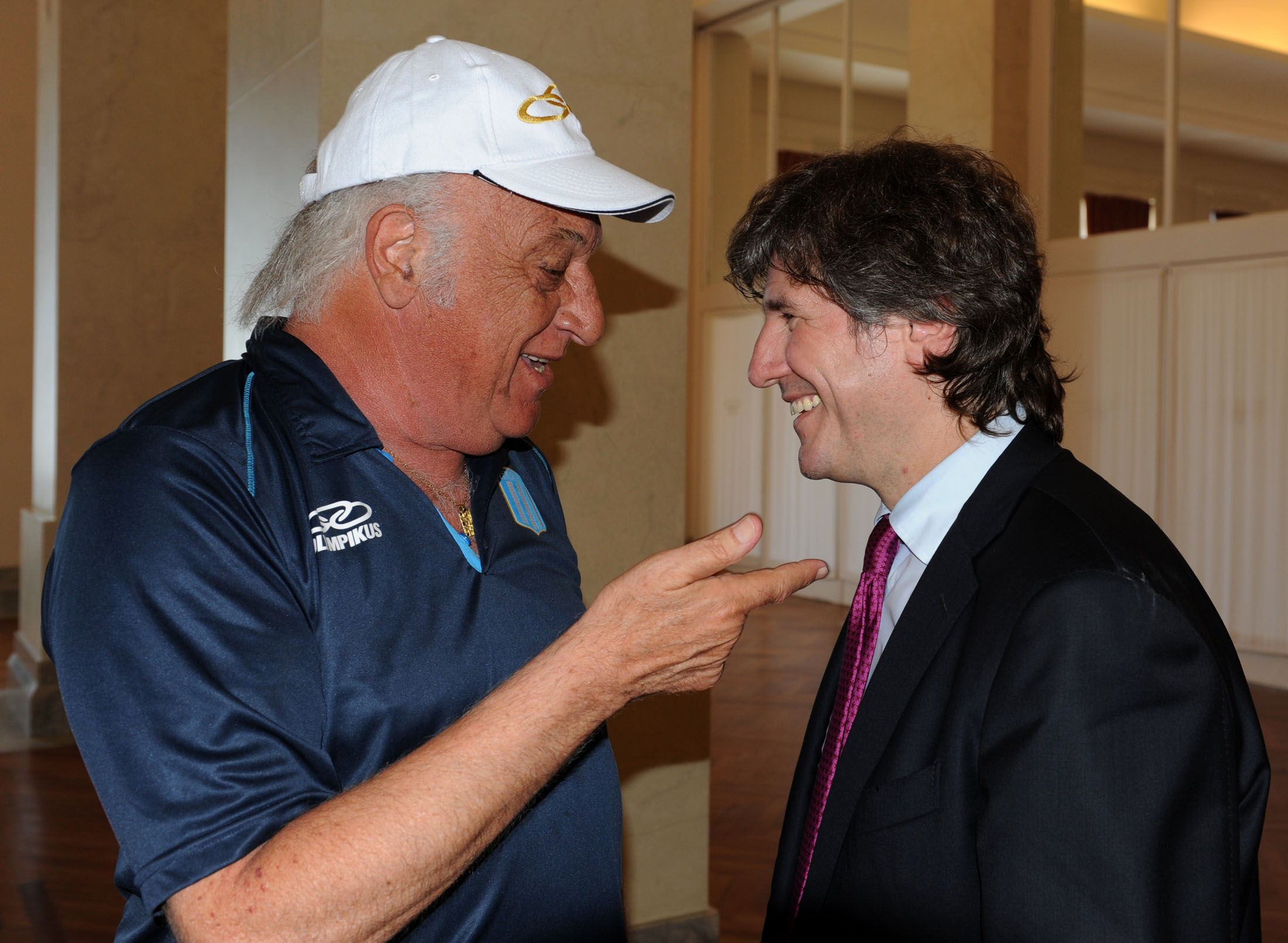
Basile amb Amado Boudou, 2012.